# سمارة سباعية
السمارة السباعية (باللاتينية: Sisymbrium septulatum) نوع نباتي يتبع جنس السمارة من الفصيلة الصليبية.
موطنه بلاد الشام وتركيا.